# Gehyra montium
Gehyra montium är en ödleart som beskrevs av  Storr 1982. Gehyra montium ingår i släktet Gehyra och familjen geckoödlor. Inga underarter finns listade i Catalogue of Life.